# Philip Krämer

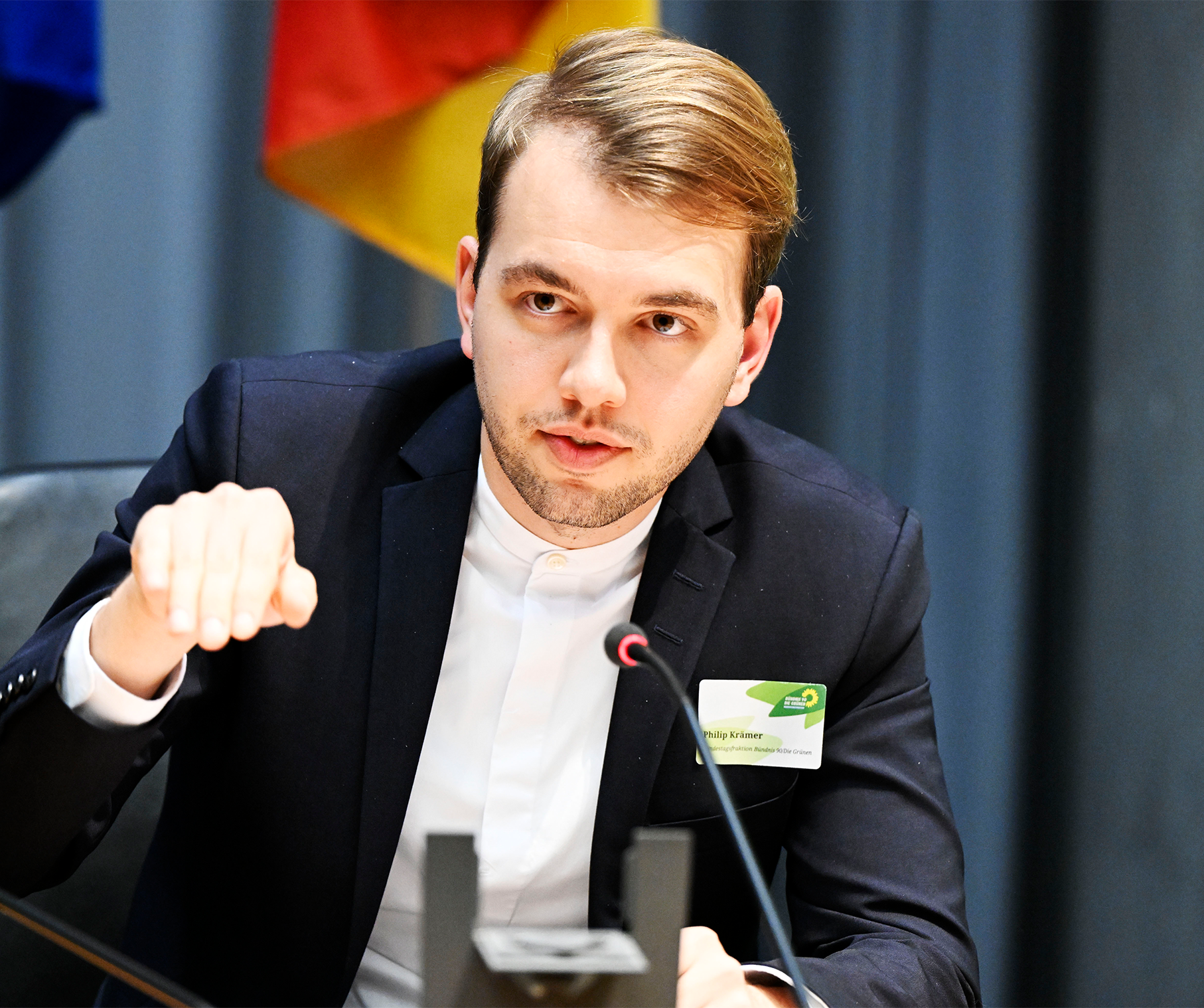
Philip Krämer, 2022

Philip Krämer (* 29. Februar 1992 in Frankfurt am Main) ist ein deutscher Politiker (Bündnis 90/Die Grünen) und war von 2021 bis 2025 Bundestagsabgeordneter. Von 2019 bis 2021 war er Landesvorsitzender von Bündnis 90/Die Grünen Hessen.

## Leben
Krämer legte 2011 das Abitur an der Edith-Stein-Schule in Darmstadt ab und absolvierte im Anschluss ein Freiwilliges Soziales Jahr in einer teilstationären Tagesgruppe der Arbeiterwohlfahrt Darmstadt. Er studierte Philosophie und Soziologie (Joint Bachelor of Arts) an der Technischen Universität Darmstadt und hat dort seinen Abschluss im Februar 2022 erlangt. 2014 begann er ein Studium für das Lehramt an Gymnasien in der Fächerkombination Mathematik und Philosophie, das er jedoch 2018 ohne Abschluss beendete.
Von 2013 bis 2017 war er Kulturreferent des Allgemeinen Studierendenausschusses. Krämer war zwei Jahre im Vorstand des Allgemeinen Studierendenausschusses der TU Darmstadt für die Themen Finanzen, Hochschulpolitik und Kultur zuständig und hat in dieser Zeit wissenschaftliche Ringvorlesungen im Bereich der politischen Bildung, der Philosophie und der Außenpolitik organisiert.
Von 2015 bis 2018 war Krämer als Betreuer von FSJ/BFD-Gruppen bei der Arbeiterwohlfahrt Südhessen und anschließend bis 2019 als Bereichsleiter Finanzen und Personal für den Kulturbetrieb 806qm tätig. Philip Krämer ist Mitgesellschafter der Logopädie Südwest GmbH. Von 2016 bis 2019 fungierte er als Persönlicher Referent für Kultur bei der hessischen Landtagsabgeordneten Martina Feldmayer.
Zum 1. Januar 2026 wird Krämer Leiter des Bereichs Unternehmenskommunikation und Public Affairs der Entega AG.
Krämer ist verheiratet und hat eine Tochter.

## Politik
Krämer begann seine politische Laufbahn in der Grünen Jugend Darmstadt und war von 2017 bis 2018 Vorsitzender der Grünen Jugend Hessen. Bei den Kommunalwahlen in Hessen 2016 wurde er für die Grünen in die Darmstädter Stadtverordnetenversammlung gewählt und ist bis heute Stadtverordneter in Darmstadt. Von 2017 bis 2019 war er Mitglied des Landesvorstandes von Bündnis 90/Die Grünen Hessen und wurde im Mai 2019 auf dem Landesparteitag in Frankfurt am Main zusammen mit der ehemaligen Landtagsabgeordneten Sigrid Erfurth zum Landesvorsitzenden gewählt. Sein Versuch einer Wiederwahl als grüner Landesvorsitzender im November 2021 scheiterte. Er verlor die Kampfabstimmung gegen Sebastian Schaub im dritten Wahlgang mit 45,8 %.
Bei der Bundestagswahl 2021 trat Krämer als Direktkandidat im Wahlkreis 187 (Odenwald) an. Er erhielt 12,2 % der Erststimmen und zog über Platz 6 der Landesliste der hessischen Grünen in den Deutschen Bundestag ein. Im Bundestag war Krämer ordentliches Mitglied im Verteidigungsausschuss, im Sportausschuss und ab 2022 in der Enquete-Kommission Afghanistan.

## Politische Positionen

### Sportpolitik
WM 2022 in Katar
Im Vorfeld der WM 2022 in Katar reiste Krämer gemeinsam mit Bundesinnenministerin Nancy Faeser und Bernd Neuendorf nach Doha. Krämer nannte die Fußball-WM öffentlich einen massiven Rückschritt für den Sport, den es in den nächsten Jahren aufzuholen gelte. Krämer forderte zudem, der Weltverband FIFA müsse die Verantwortung für seine Veranstaltungen übernehmen, es brauche Monitoring und klare Zwischenziele in den Bereichen Arbeitnehmerschutz, bei Menschenrechten und im Umweltschutz. Würden diese nicht eingehalten werden, müsse man sich künftig über alternative Vergaben Gedanken machen.
Die Sicherheitsgarantien für alle WM-Besucher, besonders queere Menschen, bezeichnete Krämer als das absolute Minimum. Die Garantien hätten bereits Teil der Vergabe sein müssen.
DFL-Investoreneinstieg
Im Dezember 2023 stimmten die Vereine der 1. und 2. Bundesliga knapp für einen Investoreneinstieg in die Deutsche Fußball Liga. Krämer, stellvertretender Vorsitzender des Sportausschusses, sah die Fans in diesem Prozess zu wenig eingebunden und kritisierte daraufhin die Spitzenvertreter des deutschen Profifußballs. Laut Krämer hätten sie nicht verstanden, dass ein auf Augenhöhe stattfindender Dialog mit den Fans essenziell sei und er forderte mehrfach öffentlich, dass diese zukünftig mehr berücksichtigt und eingebunden werden müssen. Nach Ansicht des Grünen-Politikers könne das institutionell demokratisch geschehen, beispielsweise durch einen Beirat.

### Außen- und Sicherheitspolitik
Russischer Angriffskrieg auf die Ukraine
Seit Beginn des russischen Angriffskriegs auf die Ukraine setzt Krämer sich für die zivile und militärische Unterstützung der Ukraine und der Ukrainerinnen und Ukrainer ein und fordert auch die Lieferung von schweren Waffen und Kampfpanzern.
Im Dezember 2023 schloss er sich zudem einer Gruppe führender Historiker, Osteuropaexperten und Politiker an und unterzeichnete einen Appell an Deutschland und den Westen, die Unterstützung der Ukraine im Krieg gegen Russland weiter zu intensivieren.

## Ehrenamt
Philip Krämer engagiert sich in einigen ehrenamtlichen Zusammenhängen. Von 2015 bis 2018 war er als „Teamer“ für das Netzwerk für Demokratie und Courage tätig. Seit 2019 ist Krämer Vorsitzender des Beirats Flexible Jugendhilfe. 2022 wurde er in das Kuratorium des Deutschen Polen-Instituts, das seinen Sitz in Darmstadt hat, gewählt. 2022 gründete sich die Deutsch-Israelische Gesellschaft AG Darmstadt, deren Vorsitzender er ist.
Philip Krämer ist seit 2023 Vorsitzender des Kinderschutzbundes Darmstadt, wo er bereits seit 2021 im Vorstand tätig ist. Außerdem ist er Vorsitzender des Kuratoriums der Stiftung des Kinderschutzbundes.